# Koko Archibong
Aniekan Okon "Koko" Archibong (Nueva York, Nueva York, 10 de mayo de 1981) es un  exbaloncestista nigeriano con doble nacionalidad estadounidense, que jugó nueve temporadas como profesional, siete de ellas en la Basketball Bundesliga alemana. Con 2,06 metros de estatura, jugaba en la posición de alero.

## Trayectoria deportiva

### Universidad
Jugó cuatro temporadas con los Quakers de la Universidad de Pensilvania, en las que promedió 9,8 puntos y 4,3 rebotes por partido, En 2012 fue incluido en el mejor quinteto de la Ivy League, mientras que al año siguiente lo sería en el segundo mejor.

### Profesional
Tras no ser elegido en el Draft de la NBA de 2003, firmó su primer contrato profesional con el ÉB Pau-Orthez de la Pro A francesa, equipo con el que se proclamó campeón de liga, colaborando con 3,6 puntos y 1,8 rebotes por partido.
Al año siguiente fichó por el Brose Baskets de la Basketball Bundesliga, con el que, en su primera temporada ganaría nuevamente el campeonato de liga, siendo además elegido Mejor Jugador Joven, mejor defensor e incluido en el segundo mejor quinteto de la liga, tras promediar 7,9 puntos, 5,0 rebotes y 1,1 asistencias por partido.
Jugó una temporada más en el Brose Baskets, y en 2006 fichó por el ALBA Berlin, donde jugó una temporada, promediando 6,1 puntos y 3,7 rebotes por partido. Al año siguiente,  sin salir de la liga alemana, firmó con el Skyliners Frankfurt, Allí jugó una temporada como titular, promediando 8,8 puntos y 5,6 rebotes por partido.
En 2008 firmó con el Asseco Prokom Sopot polaco para disputar con ellos la Euroliga, competición en la que jugó 13 partidos, promediando 2,8 puntos y 3,5 rebotes. Regresó la temporada siguiente a Alemania para fichar por el Düsseldorf Baskets. En su única temporada en el equipo promedió 11,7 puntos y 5,9 rebotes por encuentro.
En agosto de 2010 se comprometió con el Medi Bayreuth por una temporada, promediando 8,6 puntos y 3,9 rebotes por partido. en septiembre de 2011 se comprometería con el Gießen 46ers, con los que jugaría su última temporada como profesional, promediando 8,7 puntos y 4,6 rebotes.

### Selección nacional
Participó con la selección de Nigeria en los Juegos Olímpicos de Londres 2012.